# Berberis trichohaematoides
Berberis trichohaematoides är en berberisväxtart som beskrevs av Ahrendt. Berberis trichohaematoides ingår i släktet berberisar, och familjen berberisväxter. Inga underarter finns listade i Catalogue of Life.